# Euchrysops dolorosa
The Sabi Smoky Blue (Euchrysops dolorosa) là một loài bướm ngày thuộc họ Bướm xanh. Nó được tìm thấy ở Nam Phi, from the East Cape to KwaZulu-Natal, the đông part of the Orange Free State, Mpumalanga, Gauteng, the Limpopo Province và the North West Province.
Sải cánh dài 22–26 mm đối với con đực và 23–29 mm đối với con cái. Con trưởng thành bay tháng 8 đến tháng 3 depending on spring rains. There are several generations per year.
Ấu trùng ăn Salvia và Becium species.